# Sloveens voetbalelftal in 1997
Het Sloveens voetbalelftal speelde in totaal zes interlands in het jaar 1997, waaronder vijf duels in de kwalificatiereeks voor het WK voetbal 1998 in Frankrijk. De ploeg stond onder leiding van bondscoach Zdenko Verdenik, de opvolger van de eind 1993 opgestapte Bojan Prašnikar. Hij moest aan het einde van het jaar plaatsmaken voor zijn voorganger, Bojan Prašnikar. Op de in 1993 geïntroduceerde FIFA-wereldranglijst zakte Slovenië in 1997 van de 77ste (januari 1997) naar de 95ste plaats (december 1997).

## Balans
| Wedstrijden | Wedstrijden | Wedstrijden | Wedstrijden | Doelpunten | Doelpunten | Doelpunten | Punten |
| Gespeeld    | Winst       | Gelijk      | Verlies     | Voor       | Tegen      | Saldo      | Punten |
| ----------- | ----------- | ----------- | ----------- | ---------- | ---------- | ---------- | ------ |
| 6           | 1           | 1           | 4           | 6          | 14         | –8         | 0.500  |

## Interlands
|                                                              |            |                                   |          |                                                                                              |
| 18 maart Vriendschappelijk № 31 «onderlinge duels» 20:15 uur | Oostenrijk | 0 – 2                             | Slovenië | Linzer Stadion auf dem Gugl, Linz Toeschouwers: 14.500 Scheidsrechter: Vladimír Hriňák (SVK) |
| 18 maart Vriendschappelijk № 31 «onderlinge duels» 20:15 uur |            | 74' Primož Gliha 84' Ermin Šiljak |          | Linzer Stadion auf dem Gugl, Linz Toeschouwers: 14.500 Scheidsrechter: Vladimír Hriňák (SVK) |

|                                                           |                                                             |       |                                                    |                                                                               |
| 2 april WK-kwalificatie № 32 «onderlinge duels» 20:15 uur | Kroatië                                                     | 3 – 3 | Slovenië                                           | Gradski Stadion, Split Toeschouwers: 15.000 Scheidsrechter: Paul Durkin (ENG) |
| 2 april WK-kwalificatie № 32 «onderlinge duels» 20:15 uur | Robert Prosinečki 33' Zvonimir Boban 43' Zvonimir Boban 60' |       | 45' Primož Gliha 65' Primož Gliha 67' Primož Gliha | Gradski Stadion, Split Toeschouwers: 15.000 Scheidsrechter: Paul Durkin (ENG) |

|                                                            |                                                                              |       |          |                                                                            |
| 30 april WK-kwalificatie № 33 «onderlinge duels» 20:15 uur | Denemarken                                                                   | 4 – 0 | Slovenië | Parken, Kopenhagen Toeschouwers: 41.278 Scheidsrechter: Hellmut Krug (GER) |
| 30 april WK-kwalificatie № 33 «onderlinge duels» 20:15 uur | Allan Nielsen 4' Per Pedersen 28' Brian Laudrup 52' (pen.) Allan Nielsen 56' |       |          | Parken, Kopenhagen Toeschouwers: 41.278 Scheidsrechter: Hellmut Krug (GER) |

|                                                               |          |                                                                   |             |                                                                                    |
| 6 september WK-kwalificatie № 34 «onderlinge duels» 20:15 uur | Slovenië | 0 – 3                                                             | Griekenland | Stadion Bežigrad, Ljubljana Toeschouwers: 4.689 Scheidsrechter: Karol Ihring (SVK) |
| 6 september WK-kwalificatie № 34 «onderlinge duels» 20:15 uur |          | 54' Alekos Alexandris 89' Kostas Konstantinidis 90' Nikos Machlas |             | Stadion Bežigrad, Ljubljana Toeschouwers: 4.689 Scheidsrechter: Karol Ihring (SVK) |

|                                                                |                       |       |          |                                                                                     |
| 10 september WK-kwalificatie № 35 «onderlinge duels» 20:15 uur | Bosnië en Herzegovina | 1 – 0 | Slovenië | Stadion Koševo, Sarajevo Toeschouwers: 20.000 Scheidsrechter: Taraas Bezubiak (RUS) |
| 10 september WK-kwalificatie № 35 «onderlinge duels» 20:15 uur | Elvir Bolić 23'       |       |          | Stadion Koševo, Sarajevo Toeschouwers: 20.000 Scheidsrechter: Taraas Bezubiak (RUS) |

|                                                              |                    |       |                                                    |                                                                                     |
| 11 oktober WK-kwalificatie № 36 «onderlinge duels» 20:15 uur | Slovenië           | 1 – 3 | Kroatië                                            | Stadion Bežigrad, Ljubljana Toeschouwers: 6.000 Scheidsrechter: Armand Ancion (BEL) |
| 11 oktober WK-kwalificatie № 36 «onderlinge duels» 20:15 uur | Zlatko Zahovič 72' |       | 11' Davor Šuker 40' Zvonimir Soldo 53' Alen Bokšić | Stadion Bežigrad, Ljubljana Toeschouwers: 6.000 Scheidsrechter: Armand Ancion (BEL) |

## FIFA-wereldranglijst
| JAN | FEB | MAR | APR | MEI | JUN | JUL | AUG | SEP | OKT | NOV | DEC |
| --- | --- | --- | --- | --- | --- | --- | --- | --- | --- | --- | --- |
| 77  | 89  | 89  | 83  | 84  | 89  | 92  | 95  | 92  | 90  | 94  | 95  |

## Statistieken
| Boško Boškovič    | 1969-01-12 | SC Freiburg         | 6 | 0 | 0 | 23 | 0  |
| Janez Strajnar    | 1971-04-20 | Primorje Ajdovščina | 0 | 1 | 0 | 1  | 0  |
| Verdediging       |            |                     |   |   |   |    |    |
| Aleš Križan       | 1971-07-25 | Barnsley FC         | 6 | 0 | 0 | 21 | 0  |
| Džoni Novak       | 1969-09-04 | Le Havre AC         | 6 | 0 | 0 | 28 | 2  |
| Robert Englaro    | 1969-08-28 | Atalanta Bergamo    | 5 | 0 | 0 | 29 | 0  |
| Darko Milanič     | 1967-12-18 | Sturm Graz          | 4 | 0 | 0 | 24 | 0  |
| Miran Srebrnič    | 1970-01-08 | HIT Nova Gorica     | 2 | 1 | 0 | 4  | 0  |
| Marinko Galič     | 1970-04-22 | NK Murska Sobota    | 1 | 1 | 0 | 26 | 0  |
| Željko Milinovič  | 1969-10-12 | Maribor Teatanic    | 0 | 1 | 0 | 1  | 0  |
| Andrej Poljšak    | 1968-06-24 | Primorje Ajdovščina | 0 | 1 | 0 | 10 | 0  |
| Middenveld        |            |                     |   |   |   |    |    |
| Damjan Gajser     | 1975-05-08 | Maribor Teatanic    | 5 | 1 | 0 | 11 | 0  |
| Aleš Čeh          | 1968-04-07 | Grazer AK           | 5 | 0 | 0 | 27 | 1  |
| Zlatko Zahovič    | 1971-02-01 | FC Porto            | 3 | 0 | 1 | 22 | 6  |
| Rudi Istenič      | 1971-01-10 | Fortuna Düsseldorf  | 3 | 0 | 0 | 3  | 0  |
| Amir Karič        | 1973-12-31 | Gamba Osaka         | 1 | 4 | 0 | 8  | 1  |
| Alfred Jermaniš   | 1967-01-21 | Primorje Ajdovščina | 2 | 0 | 0 | 24 | 1  |
| Simon Sešlar      | 1974-04-05 | Publikum Celje      | 1 | 4 | 0 | 5  | 0  |
| Matjaž Florjančič | 1967-10-18 | Empoli FC           | 1 | 0 | 0 | 19 | 1  |
| Vladimir Kokol    | 1972-01-03 | Slaven Belupo       | 0 | 1 | 0 | 7  | 1  |
| Sandi Valentinčič | 1967-08-25 | Primorje Ajdovščina | 0 | 1 | 0 | 6  | 0  |
| Aanval            |            |                     |   |   |   |    |    |
| Primož Gliha      | 1967-10-08 | Hapoel Beit-Shean   | 6 | 0 | 4 | 27 | 10 |
| Mladen Rudonja    | 1971-07-26 | Sint-Truidense VV   | 4 | 0 | 0 | 12 | 0  |
| Ermin Šiljak      | 1973-05-11 | Servette            | 3 | 2 | 1 | 13 | 4  |
| Sašo Udovič       | 1968-12-12 | Lausanne Sports     | 2 | 0 | 0 | 17 | 10 |
| Milan Osterc      | 1975-07-04 | HIT Nova Gorica     | 0 | 2 | 0 | 2  | 0  |
| Andrej Goršek     | 1970-10-21 | Publikum Celje      | 0 | 1 | 0 | 1  | 0  |

NZS · A-internationals · Bondscoaches · Selecties · Statistieken · Sloveens vrouwenelftal · Olympisch elftal · Slovenië U21 · Slovenië U20 · Slovenië U19 · Slovenië U18 · Slovenië U17 · Slovenië U16
1991 – 1999 ·
2000 – 2009 ·
2010 – 2019 ·
2020 − 2029
EK's: 1996 · 
2000 · 
2004 · 
2008 · 
2012 · 
2016 · 
2020 · 
2024
WK's: 1998 · 
2002 · 
2006 · 
2010 · 
2014 · 
2018 ·
2022
1991 · 
1992 · 
1993 · 
1994 · 
1995 · 
1996 · 
1997 · 
1998 · 
1999 · 
2000 · 
2001 · 
2002 · 
2003 · 
2004 · 
2005 · 
2006 · 
2007 · 
2008 · 
2009 · 
2010 · 
2011 · 
2012 · 
2013 · 
2014 · 
2015 · 
2016 · 
2017 · 
2018 ·
2019 ·
2020 ·
2021 ·
2022 ·
2023 ·
2024
Albanië ·
Algerije ·
Argentinië ·
Armenië ·
Australië ·
Azerbeidzjan ·
België ·
Bosnië en Herzegovina ·
Bulgarije ·
Canada ·
China ·
Colombia ·
Cyprus ·
Denemarken ·
Duitsland ·
Engeland ·
Estland ·
Faeröer ·
 Finland ·
Frankrijk ·
Georgië ·
Ghana ·
Gibraltar ·
Griekenland ·
Honduras ·
Hongarije ·
IJsland ·
Israël ·
Italië ·
Ivoorkust ·
Joegoslavië ·
Kazachstan ·
Kosovo ·
Kroatië ·
Letland ·
Litouwen ·
Luxemburg ·
Malta ·
Mexico ·
Moldavië ·
Montenegro ·
Nederland ·
Nieuw-Zeeland ·
Noord-Ierland ·
Noord-Macedonië ·
Noorwegen ·
Oekraïne ·
Oman ·
Oostenrijk ·
Paraguay ·
Polen ·
Portugal ·
Qatar ·
Roemenië ·
Rusland ·
San Marino ·
Saoedi-Arabië ·
Schotland ·
Servië ·
Servië en Montenegro ·
Slowakije ·
Spanje ·
Trinidad en Tobago ·
Tsjechië ·
Tunesië ·
Turkije · 
Uruguay ·
Verenigde Arabische Emiraten ·
Verenigde Staten ·
Wales ·
Wit-Rusland ·
Zuid-Afrika ·
Zweden ·
Zwitserland
Algerije (2010) · 
Engeland (2010) · 
Paraguay (2002) · 
Spanje (2002) · 
Verenigde Staten (2010) · 
Zuid-Afrika (2002)